# Pogana
Pogana is een Roemeense gemeente in het district Vaslui.
Pogana telt 3296 inwoners.